# Бахмач (река)
Бахмач (укр. Бахмач, Безіменна) — правый приток Борзенки, протекающий по Нежинскому району (Черниговская область, Украина).

## География
Длина — 17 км. Площадь бассейна — 75 км². Уклон реки — 0,77 м/км.
Русло средне-извилистое, пересыхает. Есть несколько прудов.
Река берёт начало на заболоченном массиве восточнее села Халимоново. Река течёт в западном, юго-западном направлении. Впадает в реку Борзенка (на 36-м км от её устья) на юго-западной окраине села Бахмач.
Населённые пункты на реке: (от истока к устью)
1. Халимоново[4]
2. Бахмач[4]